# Edwin Orozco
Edwin Armando Orozco Toro (* 17. Juli 1982) ist ein kolumbianischer Radrennfahrer.
Edwin Orozco gewann 2002 eine Etappe bei der U23-Austragung der Vuelta a Colombia. In der Saison 2004 konnte er die Gesamtwertung beim Clàsica Gobernacion de Casanare für sich entscheiden. Im nächsten Jahr gewann er die zweite Etappe bei der Vuelta a Boyacà. 2007 fuhr Orozco für das kolumbianische Continental Team UNE-Orbitel. Bei der Vuelta a Colombia 2009 gewann er mit seinem Team Gw-Shimano-Chec-Edeq den Prolog, welcher als Mannschaftszeitfahren ausgefahren wurde.

## Erfolge
2009
- Prolog Vuelta a Colombia (Mannschaftszeitfahren)

## Teams
- 2007 UNE-Orbitel